# プロ野球ファミリースタジアム (ゲームブック)
『プロ野球ファミリースタジアム』（プロやきゅうファミリースタジアム）のゲームブックは、ナムコ（後のバンダイナムコゲームス）の野球ゲーム・ファミスタシリーズを題材とする双葉社・ファミコン冒険ゲームブックのシリーズ作品である。全5巻。

## 各巻の概要
ナムコスターズと他球団の対戦が全巻共通のテーマである。第1巻の冒頭では、ナムコスターズは万年最下位の弱小球団として描かれているが、第2巻の冒頭でリーグ優勝して以降は球界の大物が「打倒ナムコ」を旗印に編成する様々な球団と対戦するのがパターンになっている。著者は巻ごとに異なっているが、サイコロを使わないゲームシステムと中村亮とがイラストを担当している点は全巻共通である。

### ナムコスターズの挑戦
- 井上尚美、立花統治・共著

1988年3月26日初版 ISBN 4-575-76057-9
万年最下位の弱小球団・ナムコスターズは、親会社であるカモン食品の倒産に伴い解散が発表される。しかし、一方的な解散宣告に納得が行かないプレイングマネージャー・ぴぴは単身、球団の引き受け先を探すことにする。万年最下位のナムコスターズを引き取る篤志家などいる訳が無いと誰もが冷ややかな視線を送る中、実業家・奈夢古氏が球団買収に名乗りを挙げる。しかしその条件は近くアメリカから来日するメジャーリーガーズとオープン戦を行い、ナムコスターズが勝利することであった。
誰もが無謀過ぎる条件だと冷ややかな目で見る中、ぴぴは何事もやってみなければわからないと一人気を吐き、球団の命運を賭けて本拠地・ぴっかり球場でメジャーリーガーズとの対戦に臨むことになる。

#### VOL.1の概要
前半が「奮闘特訓編」、後半が「激烈試合編」に分かれている。「奮闘特訓編」では手持ち資金4億円を使い他球団所属の協力可能選手獲得や情報収集を行い、その後チームの強化練習を経て後半の「激烈試合編」に臨むことになる。
選手データは『ファミスタ'87』がベース。ナムコスターズの選手中「さんま」は「たんま」に名前が変更されている。

### VOL.2 風雲オールスター戦
- 助川哲也・著 井上尚美・構成

1989年4月14日初版 ISBN 4-575-76098-6
メジャーリーガーズ戦で劇的な勝利を収め（メジャーリーガーズは前作、ナムコにオープン戦で負けたことで立腹し、日本リーグに居座っている設定）、球団存続を決めたナムコスターズは監督専業となったぴぴの采配も冴え渡り、その年のペナントレースでも中盤から快進撃を続けて圧倒的な強さを見せ、勝った方が優勝となる最後のドラサンズ戦でも勝利して悲願の初優勝を果たす。しかし、目の前で胴上げを見せ付けられたドラサンズ監督・月野ヘンイチが他球団に檄を飛ばし、メジャーリーガーズを含む13球団のオールスターを結成。「ナムコの優勝はまったくのマグレだ。俺たちオールスターに勝てたら優勝を認めてやってもいい」と挑発。これにはぴぴは勿論、ナムコの球団フロントも「他球団はあまりにも私たちを馬鹿にしている」と激憤。どうむ球場でナムコvsオールスターの特別戦が開催されることになる。

#### VOL.2の概要
選手データは『ファミスタ'88』がベース。従って、ぴぴはプレイングマネージャーでなく監督専業となっている。回によっては実況視点（ただし解説者同士の乱闘で途中で実況が打ち切られる。）、スタンド視点で展開することもあり、実況視点と監督視点は後続の作品でも継承されている。
また今作のみだが開始前に本をめくり、選手の能力値を決めるシステムを採用しており、運要素も高いため作品を通してクリアの難易度が高い。
巻末にはナムコスターズ選手名鑑が1選手1ページ・合計16ページにわたって収録されている。

### VOL.3 WE ARE THE CHAMPION!
- 助川哲也・著 井上尚美・構成

1989年8月12日初版 ISBN 4-575-76112-5
オールスター戦を制して名実共に球界の覇者となったナムコスターズに対し、かつてガイアンツを9連覇に導いた「球界の神様」ことドクター・ドン哲春が挑戦状を叩き付ける。ドン哲春は往年の名選手を結集しウルトラオールドスターズを結成、昭和中期のレトロ感漂うウルトラ球場で試合が開催されることになる。世間の下馬評はナムコの圧倒的優位だったが、ドン哲春の「秘策」に嵌められたぴぴは予想外の苦戦を強いられる。

#### VOL.3の概要
ナムコスターズの選手データはVOL.2と同様、『'88』がベース。ウルトラオールドスターズはPCエンジン版『プロ野球ワールドスタジアム』のオールドスターズ（本書と同時期に発売された『ファミスタ'89 開幕版!!』では、プロスターズとして登場）がベースになっているが元データと比べて一部選手が変更されており、元データのすばたに代わり前年に引退したばかりのフグ本が登場したり、もりみちに代わり土胃が登場するなど全体的に読売ジャイアンツ出身のOBが多い。
また、この作品では唯一マルチエンディングを採用しており最終回で展開によっては監督であるぴぴが自ら代打に立って逆転サヨナラホームランを放つことがある。この展開に関して、後年に発売された『スーパーファミスタ4』及び『5』で各球団の監督が代打として使える裏技が本作からの逆輸入であるという説がある。但し、両作品のナムコスターズ監督はぴぴではなく『4』が中村・『5』がパックである。

### ファミスタ'90 WE ARE THE WORLD!
- 助川哲也、勝沼紳一・共著

1990年4月12日初版 ISBN 4-575-76142-7
突如として横浜港の沖合に出現した野球場型メガフロート・クロブネ球場。前作ウルトラオールドスターズの選手として登場していたミスタープロ野球こと長鳥茂男（ながとり しげお）は打倒ナムコの為に世界各国から一芸に秀でた猛者を集め「世界野球軍」を結成。自ら監督に就任しクロブネ球場でナムコと決着を付けると明言する。

#### VOL.4の概要
ナムコスターズの選手データはタイトル通り『ファミスタ'90』がベースとなっている。対戦相手の世界野球軍は本書の完全オリジナルチームである。
本作は「5点以上差がついた時点で即コールドゲーム」「5回終了時までナムコが無得点だった場合、ナムコの負け」という特別ルールが採用されている。

#### 世界野球軍メンバー
監督
- 長鳥茂男

投手
- バーガー（先発）
- ルイ50世（リリーフ）
- サンタ（リリーフ）
- アマゾン（リリーフ）
- ナマステ（リリーフ）

野手
- カステラ（1番・センター）
- [2] ケケ（2番・ライト）
- ホセ（3番・レフト）
- ゴルビー（4番・ファースト）
- サモアン（5番・キャッチャー）
- ゲーテ（6番・セカンド）
- イッヒ（7番・サード）
- ビッグ・ベン（8番・ショート）
- ホメイミ（内野手）
- タスマン（外野手）
- ブー（内野手）
- リー（外野手）[3]
- ミスター珍（代打）[4]

### ファミスタ 虹の逆転アーチ
- 勝沼紳一・著

1990年10月12日初版 ISBN 4-575-76160-5
世界野球軍との激戦にも勝利し、誰もが認める「世界最強」の球団となったナムコスターズにコミッショナーより親善試合として、月野ヘンイチ率いるオールスターと1年前と同じどうむ球場での再戦が提案される。ぴぴはこの提案を二つ返事で承諾するが、その記者会見で散々月野をバカにした挙句「5点以上取られたら全員丸ボーズになってやる」と大言壮語。迎えた試合当日、エースらつぷは盲腸炎、準エースのすういとは行方不明になってしまい、さらに審判団までもナムコに不利なジャッジを連発する。果たして試合の勝敗は…。

#### VOL.5の概要
本作は前4作からストーリー上は連続しているが、ゲームボーイ版『ファミスタ』を原作とする関係上からレーベルがファミコン冒険ゲームブックでなくゲームボーイ冒険ゲームブックとなっている。選手データも同作をベースにしており、選手名の表記がオールスター側を含めすべて平仮名4文字となっているためVOL.2と同一の選手でも名前が異なっている場合がある（例・門松→もんた）。
「ナムコが累積で5点以上取られた場合、即座に負けとなる」特別ルールが採用されている。